# Часовня Снопковских
Часовня Снопковских (укр. Каплиця Снопковських) — памятник культовой[что?] архитектуры начала XVII века в городе Белз.
Археологическими раскопками, проведёнными на этом месте в 2004 году, установлено существование кладбища задолго до сооружения кирпичной часовни. Возведение часовни-усыпальницы на месте древней церкви Святого Иоанна приписывают белзскому хорунжему Андрею Снопковскому. Часовня-усыпальница выполнена из кирпича в виде шестигранника. В древности над входом в часовню-усыпальницу была установлена плита с изображением шляхтского герба Равичей с датой 1606 и монограммой — AZ, PB. С XVIII века здесь находился городской архив. Впоследствии здание использовалось для хозяйственных нужд. Часовня-усыпальница существенно пострадала во время двух мировых войн и в советский период. Сейчас сооружение потеряло свой первоначальный вид, алебастровые обрамления окон и т. п.
Ошибочно за зданием закрепилось название «арианская башня» (от ариане — сторонники схизмы в христианстве, не имевшие никакого отношения к ней).